# 優華
優華（ゆうか、1998年7月4日 - ）は、日本の元女子プロレスラー。埼玉県蕨市出身。身長156cm、体重52kg。

## 所属
- アイスリボン（2013年 - 2019年 ）

## 来歴・戦歴
2013年
- 9月、アイスリボンが開く女子プロレスサークルの一員となる[2]。
- 12月1日、女子プロレスサークル第1回自主興行「レディ!」第1試合でタッグマッチに出場、しかしギブアップ[3]。この時のリングネームは「如月アリス」[4]。
- 12月21日、道場マッチで優華と改め松本都と初エキシビション、両者ノーポイント[5]。
- 12月24日、道場マッチで星ハム子とエキシビション、ノーポイントに抑える[6]。
- 12月28日、道場マッチでつくしとエキシビション、3戦連続ノーポイント。現場監督たる藤本つかさ・志田光の両者は期待度は高い反面早期デビューは難色を示すも、佐藤肇代表は試合経験を積んでほしいとの希望から、大晦日後楽園ホールでのデビューを決めた[7]。
- 12月31日、後楽園ホール大会で同学年で4ヶ月先にデビューした弓李相手にデビュー、スクールガールを決め勝利で飾る[8]。

2014年
- 1月11日、道場マッチで師匠・志田光と初シングル、腕ひしぎ逆十字固めを決められギブアップ[9]。
- 1月12日、初の遠征として信州プロレスアリーナで開かれた「新春・長野リボン」、昼はつくしと初シングルもトゥインクルスターロックで敗戦[10]、夜は成宮真希と初シングルもアルゼンチンバックブリーカーにギブアップ[11]。
- 1月18日、道場マッチでくるみと初シングルも、ラ・マヒストラルで敗れる[12]。
- 1月25日、道場マッチで藤本つかさと初シングルも、ビーナスクラッチで敗れる[13]。
- 1月29日、道場マッチで初のタッグマッチ、志田光と組み、チェリー（ユニオン）&くるみと対戦、志田が魂のスリーカウントをくるみに決める[14]。
- 3月15日、道場マッチで高校合格を果たした弓李の復帰戦の相手となり、スクールガールで勝利[15]。
- 4月30日、道場マッチで紫雷美央と組み、ラビット美兎&小林香萌と対戦し、スクールガールで香萌から勝利。試合後、香萌が真琴と持つREINA世界タッグ王座の挑戦者に指名され、あきば栞と組んで、5月5日WNC横浜大会でタイトルマッチが決まった[16]。
- 5月5日、WNC横浜ラジアントホール大会にて、REINAタッグに挑戦するが、あきば栞が小林香萌のブレーンバスタースープレックスホールドを受け奪取失敗[17]。
- 5月18日、スターダム・プロモーション主催「Beginning」にて脇澤美穂と対戦も、バックスライド・フロム・ベノムで敗れる[18]。
- 5月24日、道場マッチで紫雷美央と組み、成宮真希&夏すみれと対戦、「WAVEの白い天使」と紹介された夏に対し美央とともに猛攻を浴びせるも、最後は成宮のユルネバに屈する[19]。
- 6月25日、JWP「青春・無限大パワー!!」にて8月に引退を控えた阿部幸江と一騎討ち、しかしエルボースマッシュで敗れる[20]。
- 8月31日、アイスリボン後楽園ホール大会「不思議の国のアイス2014」にてJWPチャンピオン中島安里紗と一騎討ち、ジャーマンスープレックスホールドで敗れはしたが、「うち（JWP）の若手にも見習ってほしい部分もありました」と好評価を受けた[21]。
- 9月27日、道場マッチのvsくるみの試合後立ち上がれず、その後検査入院した際に脊髄震盪と診断され欠場。10月25日の道場マッチで復帰。

2015年
- 1月3日、進級が危うく学業優先をするため進級が決まるまで欠場となる。
- 3月7日、無事進級ができたことを発表。
- 4月19日、学校を退学しプロレスに就職することを発表。今後は通信制高校を受講予定。
- 5月4日、横浜ラジアントホール大会「横浜リボン2015GW」にて藤本つかさとシングルマッチを行い、極楽固めでギブアップを奪われる。試合後、藤本から「（高校は退学したが）プロレスからはギブアップするな。女子プロレスのトップになれ」と叱咤を受ける。
- 7月11日、7月8日の道場マッチにおいてバトルロイヤルで優勝したことから、この日の道場マッチを「優華蕨凱旋興行」として行い、メインイベントで大畠美咲と組んで真琴&つくし組と対戦。初披露のムーンサルトプレスでつくしからフォールを奪う。
- 7月15日、試合中に頭部を強打したことによる外傷性クモ膜下出血および頸椎挫傷と診断され、当面欠場となる。これにより、決勝に進出していたCatch the WAVEのYOUNGブロックは不戦敗となる予定であったが、対戦相手の田中盟子も欠場したため、改めて決勝戦を行うことになった。
- 8月30日、アイスリボン後楽園ホール大会「不思議の国のアイス2015」にて復帰。
- 10月30日、WAVE後楽園ホール大会「Rt 10-Happy Halloween WAVE」にて田中盟子とYOUNGブロック決勝戦を戦い、カミカゼで敗れる。
- 12月20日、大日本プロレス旗揚げ20周年記念大会「BIG JAPAN DEATH VEGAS」横浜文化体育館大会に参戦し桜花由美&大畠美咲とタッグを結成して藤本つかさ&中島安里紗&花月を相手に対戦するも藤本のジャパニーズ・オーシャン・サイクロン・スープレックスの前に敗れる。
- 12月31日、後楽園ホール大会「RIBBONMANIA2015」にて、自身と同じく「女子プロレスの未来」と言われるSareeeと対戦するも、裏投げからの片エビ固めで敗れる。

2016年
- 3月12日、後楽園ホール大会「アイスリボンマーチ2016」にて大畠美咲とシングルマッチで対戦し、20分時間切れ引き分けに持ち込む。
- 3月13日、WAVE新宿FACE大会「Sunday WAVE Vol. 29」にて、Catch the WAVEのYOUNGブロック決勝に進出。決勝戦で長浜浩江にスクールガールで勝利し、「第3代小波女」の称号と、賞金50万円を獲得。
- 4月9日、大さん橋ホールでのタッグマッチでICE×∞王者の世羅りさから直接勝利。予てからアピールしていた5月の横浜文体のICE×∞王座戦でのメイン出場を決定させる。
- 5月3日、横浜文化体育館で開催されたアイスリボン10周年記念大会のメインイベントに出場、世羅とのICE×∞王座戦に挑むも敗北。
- 6月22日、我闘雲舞後楽園ホール大会にて藤本つかさとのタッグでさくらえみ&「ことり」と対戦。試合は藤本がさくらに敗れるも、同期・同い年の「ことり」と激しく当たる。大会のエンディングでは「ことり」から自身らの名前入りTシャツを渡され着用、藤本にも無理矢理着せる一幕も。
- 7月16日の道場マッチにて、家庭の事情により暫く欠場することが発表される。

2019年
- 3月25日、復帰に向けての話し合いや調整を行って来たが、本人の口より正式に引退したいとの要望もあり、3月25日をもって引退[22]。
- 3月31日後楽園大会「アイスリボンマーチ2019」にて引退の挨拶し、引退セレモニーを行った[23]。

2022年
- 1月9日のSKIPシティ大会にて約3年ぶりに来場し売店に姿を見せる。

## 人物
- 弓李と同学年であり中学3年でデビューしたが、弓李とは違いその時点では高校合格済みだった。[4]
- 中学校ではバスケットボール部だった。
- 試合終了後には反省点などをプロレスノートと言うものに書いている。
- 日ごろから天然な行動をすることや言い間違いが多いことから「#優華と奇妙な冒険」というタグなどで道場などでの日常を高頻度でツイートされる。
- 即興で自分の対戦相手やプロレスに対する思いを歌で表現することがある。

## 得意技

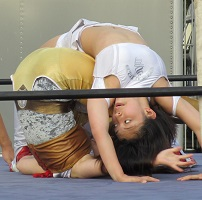
スクールガール

各種エルボー
エンジェル・サンダー
スワンダイブ式エルボー・ドロップ。相手の正面を向き、ボディプレスに近いフォームで繰り出す。
ダイビング・エンジェル・サンダー
コーナーからのエンジェル・サンダー。
ダイビング・ボディアタック
スイングDDT
ムーンサルトプレス
武藤敬司・伊東竜二と同型。
雪崩式フランケン・シュタイナー
スクールガール
元アイスリボンの聖菜の得意技。中川ともかの「120%スクールボーイ」と同型。
逆さまガール
倉垣翼のウイング・クラッチ・ホールドと同型。
エンジェルス・トランペット・スープレックスホールド
クロスレッグ式フィッシャーマンズスープレックスホールド。
裏エンジェルス・トランペット・スープレックスホールド
足取り式バックドロップ・ホールド

## 入場曲
- White Angel / Fairies